# Gogolin
Gogolin (udtale:[ɡɔˈɡɔlʲin])   er en by  i den central/sydlige del af voivodskabet Opole i det sydlige Polen.  Byen  har 6.429(2021) indbyggere og et areal på	 20,35  km².  Den  er en del af powiatet (amt) Krapkowice. 

## Geografi
Gogolin ligger i den historiske region Øvre Schlesien. Byen ligger en kilometer øst for distriktsbyen Krapkowice (Krappitz) og 20 kilometer sydøst for voivodskabets hovedstad Opole (Oppeln). Stedet ligger i det Schlesiske lavland (Schlesiske slette), med Oder løbende syd for byen. Nord for Gogolin er der omfattende skovområder.

## Historie
Den ældste kendte omtale af Gogolin, under dets gamle polske navn Gogolino, kommer fra et dokument fra 1223 af Wawrzyniec, biskop af Wrocław.  Det var dengang en del af det fragmenterede Piast-regerede Polen. Senere var det også en del af Bøhmen (Tjekkiet), og sammen med Bøhmen var det under østrigsk styre, før det blev annekteret af Preussen i det 18. århundrede, og blev derefter en del af det tyske kejserrige i 1871. Administrativt lå Gogolin i Schlesien fra 1815 til 1919, og derefter provinsen Øvre Schlesien indtil 1945. Det var et af de få steder, hvis oprindelige polske navn aldrig er blevet germaniseret.

## Galleri
- Bymidte om natten med kulturcenter til venstre
- Massegrav for polske oprørere i 1921
- Gamle kalkovne
- Postkontor
- Bibliotek
- Indendørs  sportshal